# Долинка (Євпаторійський район)
Доли́нка (до 1948 року — Ескі́-Карагу́рт, Старий Карагу́рт; крим. Eski Qarağurt) — село Євпаторійського району Автономної Республіки Крим.

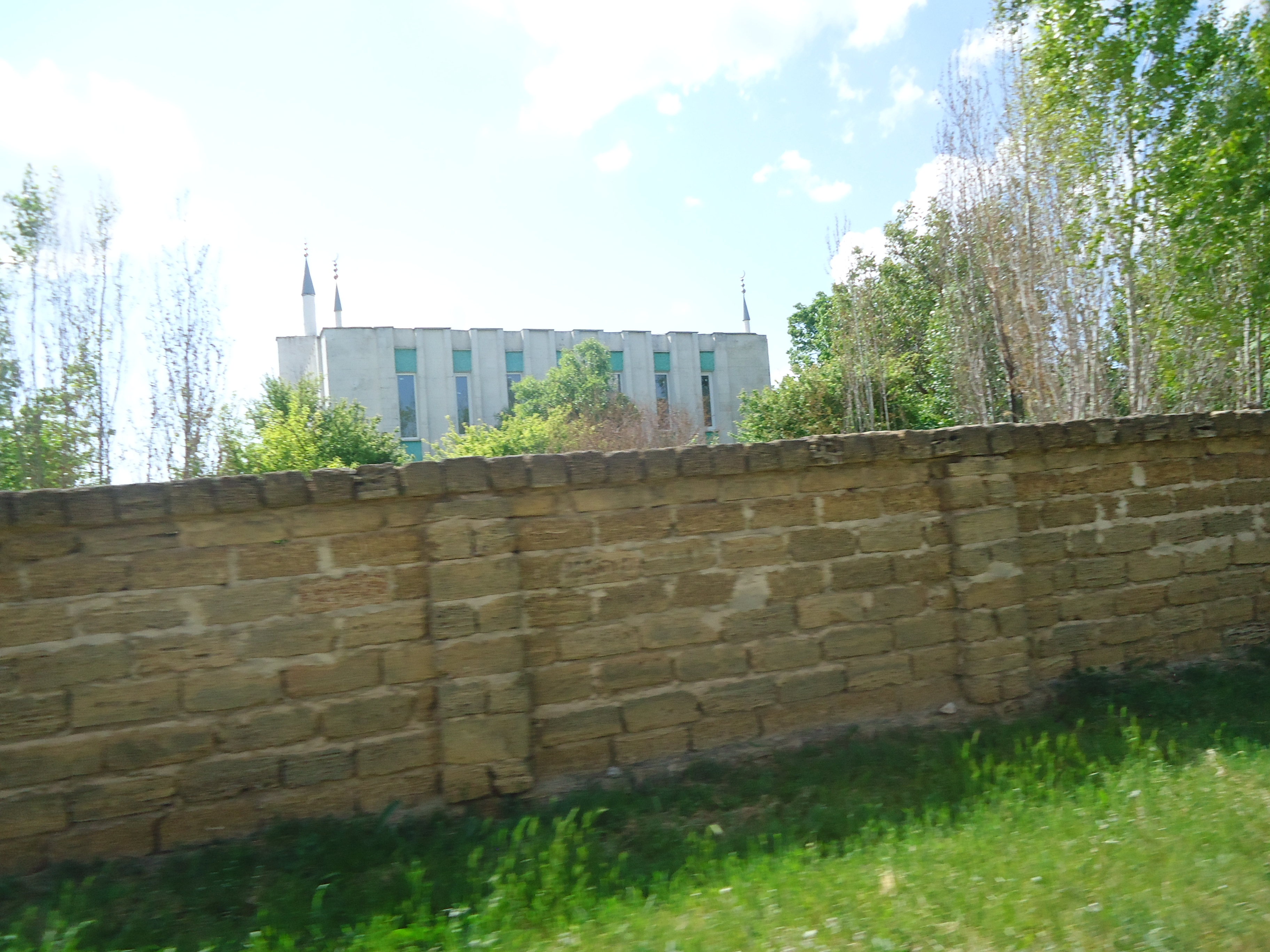
Мечеть Ескі-Карагурт Джамісі

Відстань від райцентру до населеного пункта становить 25 кілометрів по прямій.
В селі розташована мечеть Ескі-Карагурт Джамісі.